# Kurt Fuller
Pour les articles homonymes, voir Fuller.
Kurt Fuller, né le 16 septembre 1953 à San Francisco, en Californie, est un acteur américain.

## Biographie

### Jeunesse & famille
Kurt Fuller est né le 16 septembre 1953 à San Francisco et a été élevé dans la région agricole de la Californie, San Joaquin Valley. C’est alors qu’il suit des études de littérature anglaise, à l’Université de Berkeley, qu’il se découvre une passion pour le métier d’acteur. Après avoir obtenu son diplôme, il déménage à Los Angeles, où pendant les 10 années qui suivent il travaille comme agent immobilier le jour et acteur le soir.

### Vie privée
Côté vie privée, il est marié depuis le 24 décembre 1993 à Jessica Hendra. Il a deux filles Julia et Charlotte qui sont nées respectivement en 1998 et 2001.

### Carrière
Au cinéma, il a participé aux films : Running Man, Double Détente, Appel d'urgence, Elvira, maîtresse des ténèbres, SOS Fantômes 2, Le Bûcher des vanités, Le Fan, Wayne's World, Les Aiguilleurs, Scary Movie, Auto Focus, Self Control, Ray, À la recherche du bonheur, Mr. Woodcock, Minuit à Paris et Accidental Love.
À la télévision, il a fait plusieurs apparitions dans les séries : Code Quantum, Ally McBeal, Malcolm, Alias, Monk, Bones, Las Vegas, Les Experts, Dr House, Charmed, Grey's Anatomy, À la Maison-Blanche, Supernatural, Felicity, The Good Wife, Parenthood, Scandal, New York, unité spéciale et Desperate Housewives.
Il tient un rôle récurrent dans la série Psych : Enquêteur malgré lui où il joue le rôle du médecin légiste de la police, Woody Strode.
En 2019, il joue le rôle du Dr Kurt Boggs dans la série dramatique surnaturelle Evil.

## Filmographie

### Télévision

#### Série télévisées
- 1984 : K 2000 (Knight Rider) (saison 2, épisode 17 : La Victoire à tout prix) : Cameraman
- 1985 : Wildside (6 épisodes) : Elliot Thogmorton
- 1986-1994 : La Loi de Los Angeles (L.A. Law) :
  - (saison 1, épisode 04 : L'Inceste) : Stan Nussbaum
  - (saison 1, épisode 05 : Congélation post-mortem) : Clifford Gild
  - (saison 8, épisode 10 : Coupable ou Innocent) : Ed Freeling
- 1987 : Beverly Hills Buntz (saison, épisode : Fit to Be Tied) : Harry
- 1987 : Mr. Gun (Sledge Hammer!) (saison 2, épisode 08 : Hammer Hits the Rock) : FBI Agent Bunion
- 1987 : Un flic à tout faire (saison 1, épisode 05 : John Doe, We Hardly Knew Ye) : Eliot, the Nephew
- 1987 : The Tortellis (saison 1, épisode 07 : Coochie, Coochie) : Charo's Manager
- 1987 : Cagney et Lacey (Cagney and Lacey) (saison 6, épisode 12 : Waste Deep) : Lorca
- 1987-1988 : La loi est la loi (Jake and the Fatman) : M. Burnstein
  - (saison 1, épisode 12 : La Chasse au Père Noël)
  - (saison 1, épisode 15 : Mère et Fille)
- 1988 : 227 (saison 4, épisode 07 : A Yen for Lester) : Bosworth Duncan
- 1988 : The Dick Van Dyke Show (The Van Dyke Show) (saison 1, épisode 02 : Dick Stops Smoking) : Steve
- 1988 : Newhart (saison 6, épisode 16 : Would You Buy a Used Car from This Handyman?) : Bill Dryden
- 1988 : It's Garry Shandling's Show (saison 2, épisode 11 : The Soccer Show) : Adam's Dad
- 1989 : CBS Schoolbreak Special (saison 7, épisode 01 : The Frog Girl) : Peter Webster
- 1990 : Glory Days (épisode : Whattya Wanna Do Tonight?) : Walter Ayoob
- 1990 : Capital News (13 épisodes) : Miles Plato
- 1991 : Code Quantum (Quantum Leap) (saison 3, épisode 21 : La Piscine atomique) : Burt 'The Turtle' Rosencranz
- 1991 : Le Père Dowling (Father Dowling Mysteries) (saison 3, épisode 21 : The Consulting Detective Mystery)
- 1991 : Stat (saison, épisode : Psychosomatic) : Mickey Weller
- 1991 : Shannon's Deal (saison, épisode : Greed) : Garth
- 1992 : Guerres privées (Civil Wars) (saison 1, épisode 15 : Dirty Pool) : Jonathan Bentel
- 1992 : Laurie Hill (10 épisodes) : Dr Spencer Kramer
- 1994 : Ellen (saison 1, épisode 09 : The Refrigerator) : Dr Collins
- 1994-1996 : Diagnostic : Meurtre (Diagnosis Murder) :
  - (saison 2, épisode 08 : Affaires de familles) : Walter Litvak
  - (saison 4, épisode 04 : Meurtre sous X [1/2]) : Dr Albert Blank
  - (saison 4, épisode 05 : Meurtre sous X [2/2]) : Dr Albert Blank
- 1995 : Drôles de monstres (Aaahh!!! Real Monsters) : Vincent Van Strough (voix)
  - (saison 2, épisode 19 : History of the Monster World: Part One)
  - (saison 2, épisode 20 : Fear, Thy Name Is Ickis)
- 1995 : Arabesque (Murder, She Wrote) (saison 12, épisode 02 : Un Avocat Gourmand) : Sheriff Milo Pike
- 1995 : Live Shot (saison, épisode : The Forgotten Episode) : Mitch Merman
- 1995 : Infos FM (NewsRadio) (saison 1, épisode 01: Pilot) : Ed Harlow
- 1995 : Vanishing Son : Isaac
  - (saison, épisode : Miracle Under 34th Street)
  - (saison, épisode : Lock and Load, Babe)
- 1996 : Suddenly Susan (en) (saison, épisode : First Episode) : Bill Keane
- 1996 : The Faculty (en) : Everette Sloan
- 1996 : Pâques sanglantes (Seduced by Madness: The Diane Borchardt Story) (mini-série) : [Qui ?]
- 1997 : Crisis Center (en) (saison, épisode : He Said, She Said)
- 1997-1998 : Timecop (mini-série) (9 épisodes) : Dr Dale Easter
- 1998 : Brooklyn South (saison 1, épisode 14 : Point limite) : Gerald Nader
- 1998 : Dharma et Greg (Dharma and Greg) (saison 2, épisode 11 : Les Ressorts de l'histoire) : David Saunders
- 1998-1999 : Chicago Hope : La Vie à tout prix (Chicago Hope): Artie Lomax
  - (saison 5, épisode 03 : Vu à la télé)
  - (saison 5, épisode 12 : Les Joies du baby-sitting)
- 1999 : Associées pour la loi (Family Law) (saison 1, épisode 08 : Mauvais Payeur) : M. Cutler
- 1999 : The Practice : Bobby Donnell et Associés (The Practice) (saison 3, épisode 17 : L'Expérience parle) : M. Lawrence
- 1999-2001 : Providence :
  - (saison 1, épisode 12 : Au-delà de la médecine) : Michael
  - (saison 4, épisode 07 : Trop c’est trop) : Thrifty Ticket Agent
- 1999-2002 : Ally McBeal :
  - (saison 2, épisode 17 : Guerre civile) : Bernard Marsh
  - (saison 5, épisode 09 : Plaisirs défendus) : Attorney Paget
- 2000 : Malcolm (Malcolm in the Middle) (saison 2, épisode 14 : Hal démissionne) : M. Young
- 2001 : Bush Président (8 épisodes) : Karl Rove
- 2002 : À la Maison-Blanche (The West Wing) : SitRoom Civilian Advisor
  - (saison 3, épisode 21 : On a tué Yamamoto)
  - (saison 3, épisode 22 : Assassinat politique)
- 2002 : Felicity (saison 4, épisode 22 : Retour vers le futur) : Paul Korsikoff
- 2002 : Boston Public (saison 2, épisode 13 : Chapitre trente-cinq) : Ken Thomas
- 2002 : The Tick (en) (saison 1, épisode 07 : The Tick vs. Justice) : Destroyo
- 2003 : FBI : Opérations secrètes (The Handler) (saison 1, épisode 06 : Dans la peau d'un tueur) : Edward Burke
- 2003 : Karen Sisco (saison 1, épisode 05 : Retrouvailles) : Bo Sweeten
- 2003 : Oliver Beene (en) (saison, épisode : Home, a Loan) : Mitch
- 2003 : Amy (Judging Amy) (saison 4, épisode 15 : Quand on a du métier) : Leonard Zook
- 2003 : Le Protecteur (The Guardian) (saison 2, épisode 14 : Un cœur brisé) : Frank DeScala
- 2003 : Monk (saison 2, épisode 05 : Monk et le centenaire) : Dennis Gammill
- 2003 : Alias (6 épisodes) : Robert Lindsey
- 2004 : Las Vegas (saison 2, épisode 03 : Épisode 3 : Le Tueur du Montecito) : Siegel
- 2005 : Boston Justice (Boston Legal) : Reverend Donald Diddum
  - (saison 2, épisode 02 : La Veuve noire : 2e partie)
  - (saison 2, épisode 03 : Le Monde de Nimmo)
  - (saison 2, épisode 04 : Légitime défense)
- 2005 : La Caravane de l'étrange (Carnivàle) : Bud Everhard
  - (saison 2, épisode 03 : Le Passeur)
  - (saison 2, épisode 08 : Du côté de Damascus, Nebraska)
- 2005 : Oui, chérie ! (Yes, Dear) (saison 5, épisode 02 : Bouffées de chaleur) : Doctor
- 2005 : Unscripted (en) : Kurt
  - (saison 1, épisode 06)
  - (saison 1, épisode 07)
- 2005 : Dr House (House) (saison 1, épisode 08 : Empoisonnement) : Mark Adams
- 2005 : Charmed (saison 7, épisode 14 : Un prof d'enfer) : John Norman
- 2005-2006 : Desperate Housewives : inspecteur Barton
  - (saison 2, épisode 03 : Massacre à la débroussailleuse)
  - (saison 2, épisode 05 : On n'enterre que deux fois)
  - (saison 2, épisode 09 : La nonne, la brute et l'ex-truand)
  - (saison 2, épisode 10 : Mon père, ce tordu)
  - (saison 2, épisode 12 : Médicalement vôtre)
- 2006 : Avatar, le dernier maître de l'air (Avatar: The Last Airbender) (saison 2, épisode 17 : Le Lac Laogai) : Quon / Additional Voices (voice)
- 2006 : Les 4400 (The 4400) (saison 3, épisode 06 : L'Ange de la mort) : Keane Driscoll
- 2006 : Dernier Recours (In Justice) (saison 1, épisode 04 : Aveux sous pression) : Kenneth Long
- 2006-2007 : Big Day (12 épisodes) : Steve
- 2007 : Grey's Anatomy (saison 4, épisode 07 : Attraction physique) : Jerry
- 2007 : Shark (saison 2, épisode 02 : Le Contrat) : Ben Bentley
- 2007 : Ugly Betty (saison 2, épisode 01 : Une page se tourne) : M. Tanen
- 2007 : Batman (The Batman) (saison 4, épisode 07 : À la découverte de la batcave) : Superior (voice)
- 2007 : Eyes (saison 1, épisode 10 : Manipulation) : Michael Zucker
- 2007 : See Jayne Run (saison 1, épisode 01 : Pilot)
- 2007 : Earl (My Name is Earl) (saison 2, épisode 22 : Le Monde cruel du travail) : M. Baldwyn
- 2007 : Les Experts (CSI: Crime Scene Investigation) (saison 7, épisode 21 : Un homme au tapis) : Sheriff Ned Bastille
- 2007 : Studio 60 on the Sunset Strip (saison 1, épisode 12 : Le Prix de la censure) : Ted Atkins
- 2008 : Hollywood Residential (en) : Chet
- 2009 : Glee (saison 1, épisode 04 : Droit au but) : M. McClung
- 2009 : Eli Stone (saison 2, épisode 12 : Le Parachute doré) : Doug Stemple
- 2009-2010 : Supernatural (7 épisodes) : Zachariah
- 2009-2014 : Psych : Enquêteur malgré lui (Psych) (33 épisodes) : Coroner Woody Strode
- 2010 : Drop Dead Diva (saison 2, épisode 05 : Maladie d'amour) : Henry Bingum
- 2010 : Fake It Til You Make It (saison 1, épisode 08 : Wayne Brady Tweets) : Veteran Cop
- 2010 : Sons of Tucson (saison 1, épisode 01 : L'Embauche) : Principal
- 2010 : Men of a Certain Age (saison 1, épisode 10 : Back in the S#!t) : Scarpulla manager
- 2010-2011 : Better with You (22 épisodes) : Joel Putney
- 2011 : Svetlana (en) (saison 2, épisode 03 : Water-Board Certified) : Interrogator
- 2011-2015 : The Good Wife : Judge Peter Dunaway
  - (saison 3, épisode 11 : Un jury sous influence)
  - (saison 3, épisode 19 : La Cour des grands)
  - (saison 4, épisode 08 : Juge et Partie)
  - (saison 5, épisode 10 : L'Arbre de décision)
  - (saison 6, épisode 21 : Don't Fail)
- 2012-2014 : Parenthood : Dr Bedsloe
  - (saison 4, épisode 03 : Everything Is Not Okay)
  - (saison 4, épisode 04 : The Talk)
  - (saison 4, épisode 06 : I'll Be Right Here)
  - (saison 4, épisode 15 : Because You're My Sister)
  - (saison 5, épisode 16 : The Enchanting Mr. Knight)
- 2013 : Scandal : Grayden Osborne
  - (saison 2, épisode 14 : Double jeu)
  - (saison 2, épisode 15 : Filatures)
  - (saison 2, épisode 16 : Clause de moralité)
  - (saison 2, épisode 17 : Le ver est dans le fruit)
- 2013-2014 : Us and Them (7 épisodes) : Michael
- 2014 : The Crazy Ones (saison 1, épisode 15 : Dead and Improved) : Mitchell Payson
- 2014 : The Rebels (saison 1, épisode 01 : Pilot) : Arnie
- 2014 : Things You Shouldn't Say Past Midnight (en) : M. Abramson
  - (saison 1, épisode 04)
  - (saison 1, épisode 05)
  - (saison 1, épisode 09)
- 2014 : Manhattan Love Story (11 épisodes) : William Cooper
- 2014 : Franklin and Bash (saison 4, épisode 07 : Honore ta mère) : Eckhart Smits
- 2014 : Jennifer Falls (en) (saison 1, épisode 07 : Three Dates with My Mother) : Dr Wessman
- 2015 : Bones (saison 10, épisode 16 : The Big Beef at the Royal Diner) : Sid Lauren
- 2015 : Film Pigs (saison 4, épisode 17 : Fuller of It) : CEO / Himself - Guest Host
- 2015 : Hot in Cleveland (saison 6, épisode 17 : Duct Soup) : Gerald
- 2018 : Heathers (récurrent) : le principal Gowan

2018 : La vérité surl'affaireHarry Quebert (mini série de 10 épisodes): le chef de la police, Gareth Pratt
- 2018 : New York, unité spéciale (saison 20, épisodes 1 et 2) : Jed Karey
- 2019-2024 : Evil : Dr.Boggs

#### Téléfilms
- 1987 : Une couple à la une (Warm Hearts, Cold Feet) : Roger
- 1989 : The Frog Girl : [Qui ?]
- 1990 : Capital News : Miles Plato
- 1990 : Hurricane Sam : M. Gower
- 1991 : Marilyn et moi (Marilyn and Me) : Harry Lipton
- 1992 : Détective de père en fille (Stormy Weathers) : Ernie Horshack
- 1993 : Relentless: Mind of a Killer : Dahlberg
- 1993 : The Heart of Justice : Dr Leonard
- 1993 : Avec intention de nuire (Harmful Intent) : Bingham
- 1995 : La Mémoire volée (See Jane Run) : Dr Melloff
- 1995 : Le Dernier Fléau (Virus) : Dr Williams
- 1996 : Incitation au meurtre (Twisted Desire) : inspecteur Becker
- 1996 : Destination inconnue (Pandora's Clock) : Chet Walters
- 1997 : Peur à domicile (Home Invasion) : [Qui ?]
- 1997 : Serments mortels (Love's Deadly Triangle: The Texas Cadet Murder) : inspecteur Tom Green
- 1998 : Proviseur d'un jour (Principal Takes a Holiday) : Principal Frank Hockenberry
- 1999 : Jack Bull (The Jack Bull) : Conrad
- 2000 : L'Ange du stade (Angels in the Infield) : Simon
- 2000 : The Beach Boys: An American Family (en) : Mike Love's dad
- 2002 : Porn 'n Chicken : Dean Widehead
- 2002 : En direct de Bagdad (Live from Baghdad) : Inky
- 2005 : Joint Custody : [Qui ?]
- 2010 : Legally Mad : Lou Peable
- 2012 : Family Trap : Steve
- 2017 : Psych: The Movie : Woody Strode
- 2020 : Psych 2: Lassie Come Home : Woody Strode
- 2021 : Psych 3: This Is Gus (en) : Woody Strode

### Cinéma

#### Courts métrages
- 2003 : Candor City Hospital : [Qui ?]
- 2005 : I'm Not Gay : DA
- 2005 : The Lost People of Mountain Village (vidéo) : [Qui ?]
- 2009 : Arrow Heads : Wally
- 2012 : Love and Germophobia : Dr Robinson
- 2013 : Mr. Payback : Bennett
- 2014 : Gay Batman : Concerned Citizen

#### Longs métrages
- 1987 : Running Man (The Running Man) : Tony
- 1988 : Double Détente (Red Heat) de Walter Hill : Inspecteur
- 1988 : Appel d'urgence (Miracle Mile) : Gerstead
- 1988 : Elvira, maîtresse des ténèbres (Elvira, Mistress of the Dark) : M. Glotter
- 1988 : Under the Boardwalk : Tortoise
- 1989 : Coupable Ressemblance (True Believer) de Joseph Ruben : George Ballistics
- 1989 : Cadence de combat (No Holds Barred) : Brell
- 1989 : SOS Fantômes 2 (Ghostbusters II) : Jack Hardemeyer
- 1990 : Le Bûcher des vanités (The Bonfire of the Vanities) de Brian De Palma : Pollard Browning
- 1991 : Eve of Destruction : Bill Schneider
- 1991 : Bingo : Lennie Smith
- 1992 : Original Intent (vidéo) : Alex Grabowsky
- 1992 : Wayne's World : Russell Finley
- 1993 : Calendar Girl : Arturo Gallo
- 1994 : Reflections on a Crime : Howard
- 1995 : Just Looking : Chuck
- 1995 : Stuart sauve sa famille (Stuart Saves His Family) : Von Arks
- 1995 : French Exit (en) : Stubin
- 1996 : Le Fan (The Fan) de Tony Scott : Bernie
- 1998 : Looking for Lola : Dr Gregory Hinson
- 1998 : Moonbase : Deckert
- 1999 : Les Aiguilleurs (Pushing Tin) : Ed Clabes
- 1999 : Diamonds : Moses Agensky
- 2000 : Scary Movie : Le shérif
- 2002 : Repli-Kate (Repli-Kate) : Président Chumley
- 2002 : Joshua : Père Pat Hayes
- 2002 : Le Nouveau (The New Guy) : M. Undine
- 2002 : Auto Focus : Werner Klemperer
- 2003 : Self Control (Anger Management) : Frank Head
- 2004 : Ray : Sam Clark
- 2005 : Good Cop, Bad Cop : Kramer
- 2005 : Don't Come Knocking : M. Daily
- 2005 : The Civilization of Maxwell Bright : Berdette
- 2006 : Fist in the Eye : Kramer
- 2007 : Mr. Woodcock : Councilman Luke
- 2007 : À la recherche du bonheur : Walter Ribbon
- 2008 : Super Héros Movie : banquier
- 2008 : Blonde et dangereuse : Cousin Barry
- 2009 : Van Wilder: Freshman Year : Dean Charles Reardon
- 2010 : BoyBand : Earl Roberts
- 2010 : The Prankster : Dean Pecarino
- 2010 : Sex Addicts (vidéo) : Bloom
- 2011 : Minuit à Paris (Midnight in Paris), de Woody Allen : John
- 2012 : The Silent Thief : Howard Henderson
- 2013 : Suspect : D.A. Pat Clives
- 2013 : Wrong Cops : Music producer
- 2015 : Accidental Love de David O. Russell : révérend Norm
- 2015 : A Light Beneath Their Feet : Dr Rutter
- 2015 : The Potters : Frank Berry
- 2015 : The Wolves of Savin Hill : Carl

## Distinctions

### Nominisations
- 12e cérémonie des Phoenix Film Critics Society Awards 2011 : Meilleure distribution dans une comédie romantique pour Minuit à Paris (Midnight in Paris) (2011) partagé avec Owen Wilson, Rachel McAdams, Mimi Kennedy, Michael Sheen, Nina Arianda, Carla Bruni, Yves Heck, Alison Pill, Corey Stoll, Tom Hiddleston, Sonia Rolland, Kathy Bates, Marion Cotillard, Léa Seydoux et Adrien Brody.
- 2012 : Gold Derby Awards de la meilleure distribution dans une comédie romantique pour Minuit à Paris (Midnight in Paris) (2011) partagé avec Nina Arianda, Kathy Bates, Adrien Brody, Marion Cotillard, Tom Hiddleston, Mimi Kennedy, Rachel McAdams, Alison Pill, Michael Sheen, Corey Stoll et Owen Wilson.

## Jeu vidéo
- 2011 : L.A. Noire : Richard Coombs (voix)

## Voix françaises
En France, Michel Prud'homme, est la voix française la plus régulière de Kurt Fuller. Patrice Dozier,, Jean-François Kopf et Jean-Claude Robbe l'ont également doublé à sept, quatre et trois reprises. Occasionnellement, Bernard Demory, l'a doublé deux fois.